# Исламов, Тофик Муслим оглы
Тофик Муслим оглы (Муслимович) Исламов (азерб. Tofiq Müslüm oğlu İslamov; 1 мая 1927, Баку — 31 декабря 2004, Москва) — советский и российский историк. Доктор исторических наук.

## Биография
Родился в семье железнодорожного служащего. В 1946 году поступил в Азербайджанский государственный университет, после первого курса был направлен для продолжения образования на исторический факультет Ленинградского университета, а год спустя перевёлся на исторический факультет Московского университета. Среди его учителей — профессора Евгения Рубинштейн и Владимир Турок-Попов.
В аспирантуре МГУ Исламов специализировался по истории Венгрии, в 1955 году защитил кандидатскую диссертацию, посвящённую политической истории Венгрии начала XX века, которая стала основой его первой монографии, изданной 4 года спустя. В 1973 году защитил докторскую диссертацию по монографии «Политическая борьба в Венгрии накануне Первой мировой войны, 1906—1914».
Работая в Институте славяноведения и балканистики, Исламов был одним из авторов «Истории Венгрии», «Истории Румынии» и других коллективных трудов. С 1978 года, почти 20 лет, он возглавлял сектор (затем отдел) новой истории стран Центральной Европы. Его исследования посвящены также проблемам внутренней и внешней политики Австро-Венгрии, истории Первой мировой войны.
Был членом редколлегии журнала «Новая и новейшая история», ежегодника «Austrian history yearbook».
Умер в 2004 году. Похоронен на Кузьминском кладбище.

## Основные труды
- Политическая борьба в Венгрии в начале XX в. — М.: Изд-во АН СССР, 1959. — 411 с. — 1700 экз.
- Политическая борьба в Венгрии накануне первой мировой войны, 1906—1914. — М.: Наука, 1972. — 392 с. 1200 экз.
- Politikai küzdelmek Magyarországon az első világháború előtt. Budapest, Akadémiai Kiadó, 1976. 121 p. ISBN 963-05-1038-3
- Краткая история Венгрии : С древнейших времен до наших дней / Т. М. Исламов, А. И. Пушкаш, В. П. Шушарин. — М.: Наука, 1991. — 606, [1] с. — 13 000 экз. — ISBN 5-02-009913-9
- Австро-Венгрия в первой мировой войне. Крах империи // Новая и новейшая история. 2001. № 5.